# Нижня Журавка
Ни́жня Журавка —  село в Україні, у Борівській селищній громаді Ізюмського району Харківської області. Населення становить 104 осіб. До 2020 орган місцевого самоврядування — Підлиманська сільська рада.

## Географія
Село Нижня Журавка знаходиться за 4 км від села Підлиман. За 6 км розташований смт Борова. Поруч проходить залізниця, найближча станція Підлиманська (4 км).

## Історія
1775 - дата заснування.
12 червня 2020 року, відповідно до Розпорядження Кабінету Міністрів України № 725-р «Про визначення адміністративних центрів та затвердження територій територіальних громад Харківської області», увійшло до складу Борівської селищної громади.
19 липня 2020 року, в результаті адміністративно-територіальної реформи та ліквідації Борівського району, увійшло до складу Ізюмського району Харківської області.

## Населення

### Мова
Розподіл населення за рідною мовою за даними перепису 2001 року:
| Мова       | Кількість | Відсоток |
| ---------- | --------- | -------- |
| українська | 99        | 95.19%   |
| російська  | 5         | 4.81%    |
| Усього     | 104       | 100%     |

## Економіка
В селі є молочно-товарна ферма.

## Пам'ятки
«Нижнє-Журавський». Ентомологічний заказник місцевого значення. Площа, 3,0 га. Охороняються дикі бджолині   - запилювачі сільськогосподарських рослин, серед них види, занесені до Червоної книги України: рофітоідес сірий, джміль волохатий.